# Резаново
Резаново — опустевшая деревня в Сокольского района Нижегородской области. В

## История
В 1981 году Указом Президиума Верховного Совета РСФСР деревня Гари переименована в Резаново.
С 1994 года Резаново, как и весь Сокольский район, перешёл в состав Нижегородской области, на основании постановления Совета Федерации № 38-1 СФ от 3 февраля 1994 года «Об утверждении изменений границы между Ивановской и Нижегородской областями».
С 2009 года — в составе Лойминского сельсовета. Согласно результатам проведенного в марте 2009 года референдума по вопросу объединения сельских поселений и Закону Нижегородской области от 11 августа 2009 года (№ 119-З) произведено объединение сельсоветов Сокольского района: с 01.01.2010 года Березовский сельсовет, Гарский сельсовет, Георгиевский сельсовет, Дресвищинский сельсовет, Заболотновский сельсовет Сокольского района объединены в Лойминский сельсовет
С 2014 года Резаново входит в городской округ Сокольский Нижегородской области, в который объединены муниципальные образования городское поселение рабочий посёлок Сокольское и сельские поселения Волжский сельсовет, Лойминский сельсовет и Междуреченский сельсовет, согласно Закону Нижегородской области от 2 июня 2014 года № 64-З

## Население
| 2002 | 2010 |
| ---- | ---- |
| 4    | ↘0   |